# Germán Gómez
Germán Gómez Gómez (ur. 5 stycznia 1914, zm. 22 marca 2004 w Madrycie) – hiszpański piłkarz, występujący na pozycji pomocnika.
Z zespołem Atlético Madryt dwukrotnie zdobył Mistrzostwo Hiszpanii (1940, 1941). W latach 1941–1945 rozegrał 6 meczów w reprezentacji Hiszpanii.